# Rosina Emmet Sherwood
Rosina Emmet Sherwood (Nova York, 1854 - 1958) era filla de William J. i Julia Pierson Emmet; el seu germans sopervivents eren Robert Temple Emmet (1854–1936), el seu bessó; William Leroy Emmet (1858–1941); Devereux Emmet (1861–1934); Richard Stockton Emmet (b.1863); Lydia Camp Emmet (1866–1952); Jane Emmet de Glehn (1873–1961); Christopher Temple Emmet (1868–1957); i Thomas Addis Emmet (b.1870). Era cosina de la pintora Ellen Emmet Rand.
Sherwood pot haver-hi rebut la seva formació més primerenca dins art de la seva mare; una llibreta de dibuix datada en 1873 era en mans dels seus familiars a 1987. Rosina va viatjar a Europa en 1876–1877, i va ser presentada a Reina Victoria durant eixe viatge. Retornà a Nova York i amb la seva amiga Dora Wheeler va començar a estudiar amb William Merritt Chase. En 1881 va agafar un estudi en el Tenth Street Studio Building. Entre les seves primeres obres hi havia il·lustracions per a publicacions com Harper's Magazine. En 1880 va guanyar els mil dòlars del primer premi en una competició per dissenyar una targeta de Nadal per Louis Prang & Company. Sherwood i Wheeler va treballar juntes en l'empresa de disseny Associated Artists, dirigida per Candace Wheeler, mare de Dora; van dissenyar tapissos, cortines i paper pintat. Els temes van incloure una varietat treta de la literatura americana. En 1884–1885 les dones van assistir a classe a l'Académie Julian de París, on el seu instructor va ser Tony Robert-Fleury.
Rosina es va casar en 188 amb Arthur Sherwood, amb qui tingué cinc nens, incloent el futur guanyador del Premi Pulitzer Robert E. Sherwood. Va continuar treballant després de casar-se, sovint usant a membres de la seva família com a models.

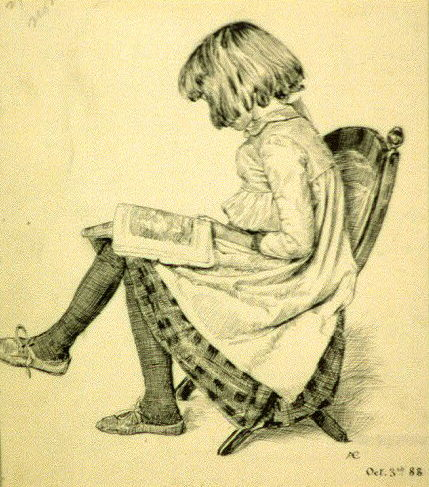
"Enfadada amb la vida, es retirà a la societat de lectura" il·lustració per a una història de Elizabeth Eggleston Seelye

La història "The A.O.I.B.R." the Elizabeth Eggleston Seelye, apareguda a Harper's Bazaar en 1889, contenia il·lustracions de Sherwood de nenes llegint. El Rockwell Centre for American Visual Studies cita eixa imagen com a sorprenent il·lustració primerenca d'una noia llegint. El tema de la lectura per xiquetes era força inusual (un dels pocs exemples es Donetes, de Louisa May Allcott).
Un dibuix per Sherwood està actualment en la col·lecció del Museu Smithsonià d'Art Americà.